# 유니드 (기업)
유니드(영어: Unid)는 대한민국의 칼륨 제조 기업이다. 가성칼륨과 탄산칼륨 제조• 판매업을 영위하고 있다.

## 종속기업
- 유니드LED

## 참고 문헌
1. ↑  김도현, 유니드 SK증권리서치센터, 2024-04-15
2. ↑  유니드 '원재료 가격↓·판가↑·환율↑' 3박자…증권사 호평 비즈워치 2025-04-09